# Historia de Schleswig-Holstein
| Mapa de la península de Jutlandia Jutlandia septentrional (Nørrejylland, esto es, Jutlandia al norte del río Kongeå. En danés, la región puede subdividirse en Nord-, Midt-, y Sydjylland. No debe confundirse con "Nordjylland", esta última denominación se corresponde básicamente con la región del norte de Dinamarca) Islas de Jutlandia septentrionales; habitualmente consideradas parte de Jutlandia, aunque técnicamente una isla, puesto que fue separado de la península de Jutlandia en 1825 por una inundación. Jutlandia meridional (Sønderjylland en danés) o Schleswig septentrional (Nordschleswig en alemán): Dinamarca (Edad Media), parte del ducado de Schleswig (un feudo de la corona danesa) siglo XIII hasta 1864; alemán entre 1864 y 1920; danés desde 1920 Schleswig meridional (alemán desde 1864; parte del ducado de Schleswig (un feudo de la corona danesa) hasta 1864; históricamente una parte integrante de Jutlandia meridional) Región histórica de Holstein, a veces considerada parte de la península de Jutlandia – hacia el sur hasta el Canal Elba-Lübeck |

La historia de Schleswig-Holstein está formada por el conjunto de hechos desde la Prehistoria hasta el moderno establecimiento del estado de Schleswig-Holstein. Esta historia está marcada por su situación geográfica entre dos mares y la lucha de influencia entre Dinamarca y Alemania. El río Eider se convirtió a partir del siglo IX en la frontera entre daneses y alemanes, si bien a lo largo de los siglos este territorio ha pertenecido, en todo o en parte, bien a Dinamarca, bien a Alemania, o han sido virtualmente independientes de ambas naciones. La excepción es que Schleswig nunca fue parte de Alemania hasta la Guerra de los Ducados en 1864. Durante muchos siglos, el rey de Dinamarca era a la vez duque danés de Schleswig y duque alemán de Holstein. 

## Origen del nombre
El término "Holstein" deriva del antiguo sajón Holseta Land, (Holz y Holt significan bosque en moderno alemán estandarizado y en inglés literario, respectivamente). Originariamente, se refirió a la parte central de las tres tribus sajonas al norte del río Elba: Tedmarsgoi (Dithmarschen), Holstein y Sturmarii (Stormarn). La zona de la tribu de los Holsts estaba entre el río Stör y Hamburgo, y después de la cristianización, su principal iglesia estaba en Schenefeld. 
El término Schleswig viene de la ciudad de Schleswig. Deriva de la ensenada de Schlei en el este. Vik significa ensenada en noruego antiguo o asentamiento en antiguo sajón. Es una palabra lingüísticamente idéntica (cognada) con el elemento "-wick" o "-wich" en topónimos en Gran Bretaña.

## Prehistoria y Antigüedad

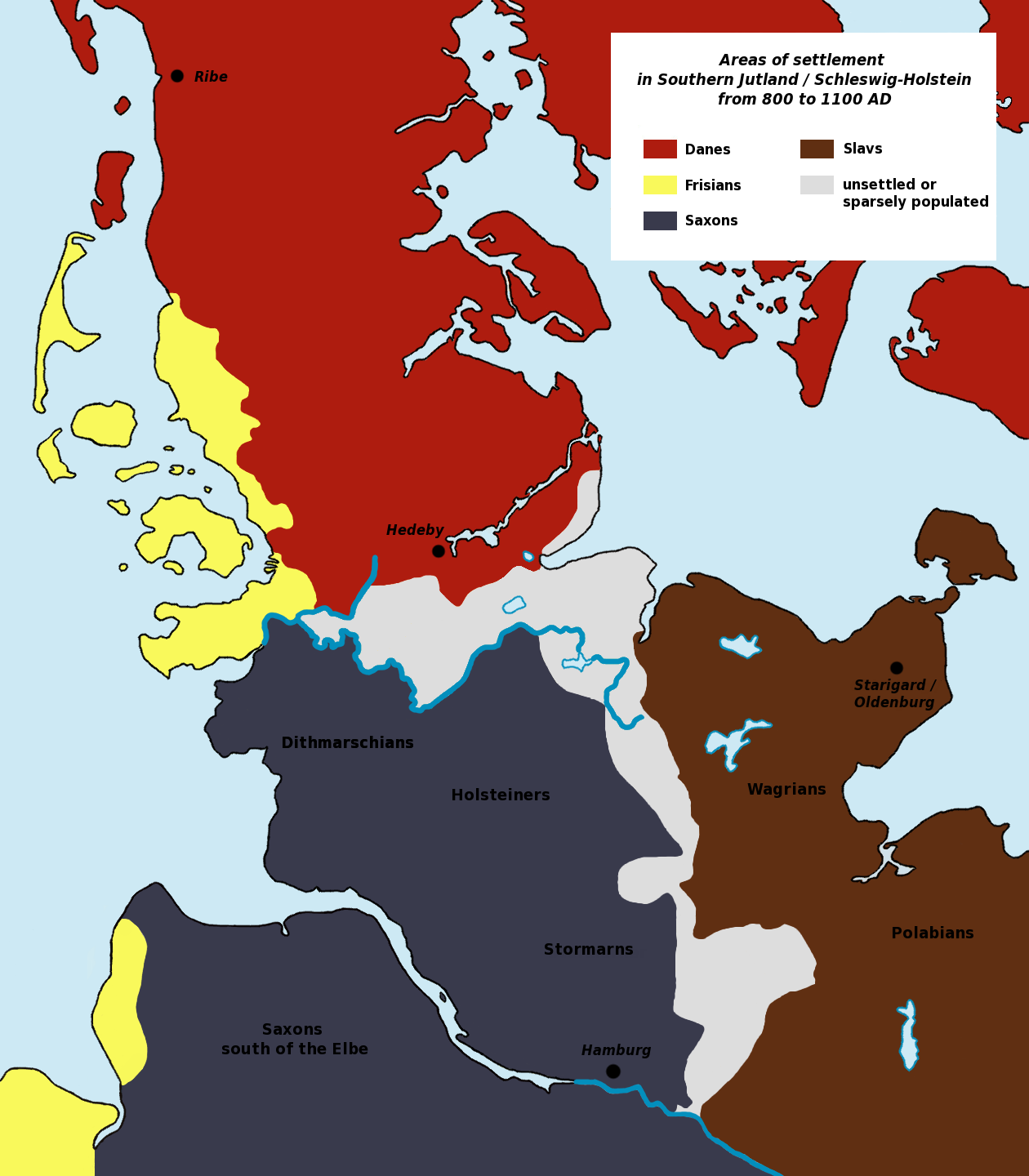
Las zonas de asentamiento históricas en lo que hoy es Schleswig-Holstein. En rojo, daneses; amarillo: frisios; morado: sajones; marrón: eslavos; resto: poco o nada poblados

Jutlandia es una larga península en el norte de Europa, de la cual el actual Schleswig-Holstein ocupa la parte meridional. A Schleswig también se le llama Jutlandia meridional (Sønderjylland). La pauta de zonas pobladas y despobladas fue relativamente constante a lo largo de la Edad del Bronce y la Edad del Hierro.
Las antiguas sagas escandinavas, que quizá se remonten al tiempo de los anglos y los jutos, dieron la impresión de que Jutlandia se había dividido en una parte norte y otra sur con la frontera a lo largo del río Kongeå. Tomando en consideración tanto los hallazgos arqueológicos como las fuentes romanas, sin embargo, puede concluirse que los jutos habitaban tanto la región del Kongeå como la parte más septentrional de la península, mientras que los anglos vivieron aproximadamente donde más tarde surgirían las ciudades de Haithabu y Schleswig, los sajones (conocidos con anterioridad, aparentemente, como los reudigni) en principio se centraron el Holstein occidental (conocido históricamente como "Nortalbingia") y wagri eslavos, parte de los abroditas en Holstein oriental. Los danos se asentaron en la primera época vikinga en el norte y el centro de Schleswig y los frisoes septentrionales en Schleswig occidental, después del año 900.

## Edad Media

### Después de las migraciones

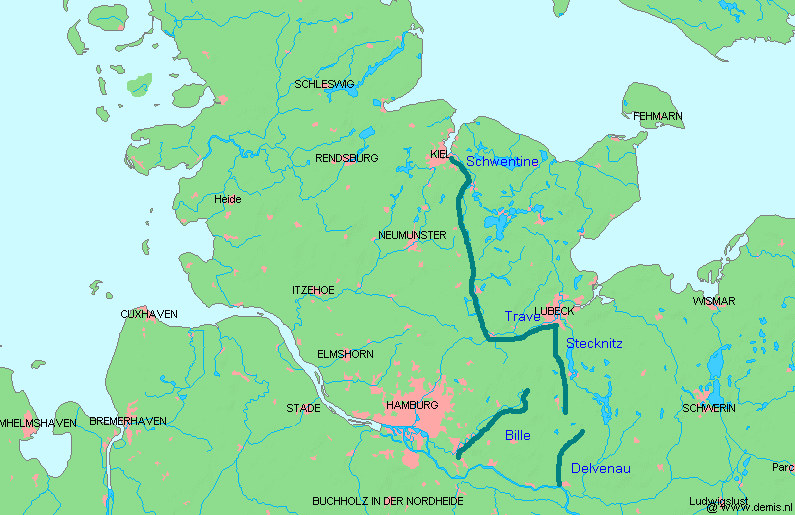
La frontera Limes Saxoniae entre los sajones y los abroditas, establecida alrededor del año 810 en lo que es hoy Schleswig-Holstein

Después de que muchos anglos emigraran a las islas británicas en el siglo V, la tierra que habían ocupado se relacionó con las islas danesas, posiblemente por una inmigración/ocupación parcial por los danos. Los contactos se incrementarían con el tiempo. 
A partir de los topónimos actuales, la frontera lingüística meridional del idioma danés parece haber estado (empezando desde el oeste) hasta el río Treene, a lo largo del Danevirke (también conocido como Danewerk), cruzando luego el estuario del Schlei hasta Eckernförde, y dejando la península de Schwansen, mientras que la costa oeste de Schleswig había sido zona de idioma fridio.
Después de las migraciones eslavas, la zona oriental del moderno Holstein fue poblada por wagri (Vagri), un subgrupo de los abroditas (Obotritae).

### Nordalbingia y Wagria en elsigloVIIIyIX
El Holstein septentrional y Schleswig estaban habitados por danos. Por su parte, Nordalbingia (Nordalbingien en alemán, esto es, "tierra al norte del Elba"), en la parte occidental de Holstein, era una de las cuatro regiones administrativas del ducado medieval de Sajonia, siendo las otras Angria, Ostfalia y Westfalia. Nordalbingia estaba dividido en cuatro distritos: Dithmarschen, Holstein, Stormarn (norte del Elba) y Hadeln (sur del Elba). La parte oriental de Holstein, por su parte, era Wagria, y estuvo habitada por los wagrios (wagri) desde el siglo IX al XII.

### Conquista de Nordalbingia por los abroditas y los francos
En la batalla de Bornhöved (798) (alemán: Schlacht bei Bornhöved) en el campo de Sventanafeld (Sventanapolje, eslavo: "campo sagrado") los abroditas, liderados por Drożko, se aliaron con los francos, y derrotaron derrotando a los sajones de Nordalbingia. Los sajones perdieron cuatro mil personas. Diez mil familias sajonas fueron trasladadas a otros lugares del imperio. Las zonas al norte del Elba (Wagria) fueron entregadas a los abroditas, mientras que Hadeln se incorporó directamente. Sin embargo, los abroditas pronto fueron invadidos por los danos y solo la intervención de Carlomagno los pudo rechazar al otro lado del Eider.

### Lucha por Schleswig y Holstein
La región de Schleswig (Jutlandia meridional) estuvo al principio habitada por una mezcla de tribus germanas del oeste (cimbros, anglos y jutos), más tarde también por daneses germánicos septentrionales y frisones germánicos occidentales. Holstein estaba poblado principalmente por sajones germánicos occidentales, aparte de los wendos (coo los abroditas) y otros pueblos eslavos en el este. Los sajones se sometieron a Carlomagno en 804, quien nombró un conde franco. Los límites del Imperio llegaron en 810 hasta el Schlei en Schleswig. 
El ejército danés unido defendió con éxito, frente a Carlomagno Danevirke, una barrera defensiva fortificada que cruzaba el sur del territorio al oeste del Schlei. En 811 se estableció en el Eider la frontera entre el Imperio franco y Dinamarca. La fortaleza se debió a tres factores: la pesca, el buen suelo que permitía pastos y cosechas y, en particular, los ingresos fiscales procedentes del mercado en Haithabu, por donde pasaba todo el comercio entre el mar Báltico y Europa occidental.
El Danevirke se construyó justo al sur de la carretera donde los barcos o las mercancías tenían que ser cargadas durante aproximadamente 5 kilómetros entre el Báltico y un pequeño río, el Rheider Au (en danés, Rejde Å) que conectaba con el mar del Norte. Ahí, en el punto más estrecho de Jutlandia meridional, se estableció Haithabu o Hedeby, protegida por la edificación Danevirke. Estaba en la ensenada Schlei enfrente de lo que hoy es la ciudad de Schleswig. Alrededor del año 900 un jefe tribal vikingo, Olav de Svealand, estableció un reino independiente. Sin embargo, su hijo y sucesor, Gnupa, murió en batalla contra el rey danés y este reino se desvaneció.
La frontera meridional cambió varias veces. En el siglo X, los emperadores alemanes establecieron una marca de Schleswig (Limes Danarum) entre el Eider y el Schlei como un puesto fronterizo del imperio contra los danos, estimulando la colonización alemana. Una inscripción sobre una piedra en los muros de la ciudad de Rendsburg (en danés: Rendsborg) ubicada en la frontera entre Schleswig y Holstein: Eidora Terminus Imperii Romani ("El río Eider es la frontera del [Sacro] Imperio Romano"). Más tarde, los suecos incendiaron Haithabu. La situación se estabilizó durante el reinado de Svend I de Dinamarca (986-1014), aunque se repetirían ataques a Haithabu, que al final acabó destruida por el fuego en 1066. 
Al sur de Schleswig, el Imperio se enfrentaba a los eslavos. Estos últimos, conquistados y cristianizados, se rebelaron en 983, después de la muerte del emperador Otón III, y durante un tiempo volvieron al paganismo y la independencia. Los duques sajones, sin embargo, siguieron gobernando el centro de Holstein, y cuando Lotario de Suplimburgo se convirtió en duque de Sajonia (1106), enfeudó a Adolfo de Schauenburg con el condado de Holstein, como un subfeudo sajón, convirtiéndose en Adolfo I, conde de Holstein con los duques sajones, más adelante los de Baja Sajonia como señores feudales.

### SigloXII
El conde (jarl) Canuto Lavard, hijo de un rey danés y m. en 1131, se convirtió en duque de Jutlandia o Jutlandia meridional. Su hijo ascendió al trono danés, de ahí que la rama principal quedara con el reino, mientras que una rama cadete, descendiente de Abel I de Dinamarca, recibió el sur de Jutlandia (Slesvig) como su infantazgo. Durante el gobierno de la dinastía sobre Jutlandia meridional, proporcionó ingresos a los príncipes reales. La rivalidad en la sucesión al trono y en particular la tendencia a la autonomía llevó a enfrentamientos duraderos entre los duques de Schleswig y los reyes de Dinamarca en el período 1253-1325.
En aquella época, el Sacro Imperio se expandió hacia el norte. Había nombrado a los Schauenburg como condes de Holstein, bajo soberanía alemana, primero ubicados en Nordalbingien, la parte sajona de la región, en lo que hoy es Holstein occidental. Canuto Lavard también tuvo parte de Holstein, y así entró en conflicto con el conde Adolfo I (Schauenburg) en la parte de Holstein que estaba dentro del Imperio, pues ambos pretendían extender su influencia y pacificar a la tribu de los wagrios (véase: wendos). El conde Adolfo II (1128-1164), hijo de Adolfo I, estableció (1143) las fronteras que Holstein mantiene desde entonces. Fue cristianizado, mataron a muchos de los wagrios y la tierra fue poblada por colonos procedentes de Westfalia, Frisia y Holanda. Fundó la sede de Lübeck para mantener controlados a los wagrios. En 1188, Federico I Barbarroja da a la ciudad de Lübeck el privilegio, lo que la transforma en capital de la Liga Hanseática. Pronto las ciudades de Hostein, como Lübeck y Hamburgo, se convertirían en serias competidoras comerciales en el mar Báltico.

### SigloXIII
Adolfo III (m. 1225), sucesor de Adolfo II, recibió Dithmarschen como feudo de Federico I, pero en 1203 la suerte de la guerra le obligó a rendir Holstein a Valdemar II de Dinamarca. La cesión fue confirmada en una Bula de Oro de Federico II en 1214 y el papa en 1217, provocando así a los nobles de Holstein. 
En 1223, el rey Valdemar y su hijo mayor fueron secuestrados por el conde Enrique I de Schwerin, y lo tuvo cautivo en el castillo de Dannenberg durante varios años. El conde Enrique exigió que Valdemar lo conquistado en Holstein veinte años atrás y se convirtiera en vasallo del emperador. Enviados daneses rechazaron estas condiciones y Dinamarca declaró la guerra. Acabó con la derrota de las tropas bajo el mando de Alberto de Orlamünde en Mölln (1225), y Valdemar se vio obligado a devolver sus conquistas como precio de su propia liberación y prestar juramento de no buscar venganza. Cuando fue liberado de su cautiverio (1226, apeló al papa Honorio III para que revocase su juramento, petición que el papa le concedió. En 1226, Valdemar atacó a los nobles de Holstein, y al principio tuvo éxito.
El 22 de julio de 1227 los dos ejércitos se enfrentaron en Bornhöved en Holstein en la segunda Batalla de Bornhöved. Fue una victoria decisiva de Adolfo IV de Holstein. Durante la batalla, las tropas de Dithmarschen abandonaron el ejército danés y se unieron al de Adolfo. En la posterior paz, Valdemar II abandonó sus conquistas en Holstein, que quedó así asegurada de forma permanente para la casa de Schauenburg.
El rey Valdemar II, que había conservado la marca imperial al norte del Eider, hizo de Schleswig un condado en 1232 para su hijo segundo, Abel. Holstein por su parte, después de la muerte de Adolfo IV en 1261, fue dividido en condados, por sus hijos primero y por sus nietos después (1290): así nacieron Holstein-Kiel (1261-1390), Holstein-Pinneberg y Schaumburg (1290-1640) al sur del Elba, Holstein-Plön (1290-1350), Holstein-Rendsburg (1290-1459), y a veces también Holstein-Itzehoe (1261-1290) y Holstein-Segeberg (1273-1315), y de nuevo 1397-1403), recibiendo todos ellos el nombre de las ciudades en las que residía el conde.

### SigloXIV
Las relaciones entre Schleswig y Holstein se estrecharon en el siglo XIV, a medida en que fue poblándose el ducado de Schleswig. Los señores locales de Schleswig ya se habían esforzado antes en mantener a Schleswig independiente del reino de Dinamarca y fortalecer los lazos con Holstein, dentro del Sacro Imperio. La rivalidad entre los duques abelianos de Schleswig y los reyes de Dinamarca a veces llevaba a la guerra, y esto era caro. Dinamarca tenía que financiarse a través de préstamos. Los duques de Schleswig se aliaron con los condes de Holstein, quienes se convirtieron en los principales acreedores de la corona danesa, también, en el reinado del muy incompetente Cristóbal II de Dinamarca.
Cuando murió Erico VI de Dinamarca en 1319, Cristóbal II intentó tomar el ducado de Schleswig cuyo heredero, el duque Valdemar V (en 1325) era menor de edad; pero el tutor de Valdemar, su tío Gerardo III, conde de Holstein-Rendsburg (1304-1340), apodado el Grandem y un destacado guerrero, rechazó a los daneses. Habiendo expulsado a Cristóbal, consiguió la elección del duque Valdemar como rey danés (como III en 1326), mientras que el propio Gerardo consiguió para sí mismo el ducado de Schleswig. La mayor parte de los nobles daneses consideraron a Valdemar III como un usurpador, obligado por la nobleza de Schleswig-Holstein a firmar la Constitutio Valdemaria (7 de junio de 1326) prometiendo que El ducado de Schleswig y el reino de Dinamarca nunca deben unirse bajo el mismo gobernante. Por eso fue entregado Schleswig al conde Gerardo, líder de una de las tres líneas de la dinastía de Schauenburg. La constitución puede verse como precursora del tratado de Ribe por establecer el principio similar de separación entre el ducado de Schleswig y el reino de Dinamarca. De hecho, unía Schleswig y Holstein por vez primera, aunque en unión personal.
En 1330, Cristóbal II fue restaurado en el trono, y Valdemar III de Dinamarca abdicó, volviendo a su anterior posición como duque de Schleswig que tenía como Valdemar V de Schleswig. Como compensación, a Gerardo se le entregó la isla de Funen como un feudo. En 1331 estalló la guerra entre Gerardo y Cristóbal II, que acabó en derrota danesa. Los términos de la paz fueron muy duros. El rey Cristóbal quedaba solo con el control efectivo de la pequeña isla de Langeland y se enfrentaba a la tarea imposible de reunir 100.000 marcos de plata para redimir su país. Dinamarca había sido disuelta con efectividad y quedó sin rey entre 1332 y 1340. Gerardo, sin embargo, fue asesinado en 1340 por un danés.
En 1340, el rey Valdemar IV de Dinamarca emprendió su proyecto de más de veinte años, de reclamar su reino. Tuvo éxito recuperando el control sobre Zelandia, Funen, Jutlandia, y Escania, pero fracasó a la hora de controlar Schleswig, y su línea ducal consiguió continuar con una independencia virtual. Se casó con la hija de su rival, Eduvigis de Schleswig, la única hija de Erico II de Schleswig. En 1356, una subida en la marea inundó buena parte del territorio de Schleswig-Holstein. En 1372, Valdemar Atterdag prestó atención a Schleswig y conquistó Gram en 1372 y Flensburg en 1373. 
El hijo de Valdemar V de Slesvig, Enrique, recibió el ducado en 1364, nominalmente, aunque nunca logró recuperar más que las partes más al norte, pues no pudo reunir los fondos necesarios para abonar los préstamos. Había hipotecado partes del sur de Scleswig a varios nobles alemanes. Enrique, ya de cierta edad y sin hijos, transfirió sus derechos a su compatriota y cuñado el rey Valdemar IV en 1373. Los nobles étnicamente germanos, sin embargo, rechazaron permitir al rey devolver el préstamo y redimieron la zona en cuestión. En 1374, Valdemar adquirió tierras en la provincia y estaba a punto de empezar una campaña para conquistar el resto cuando murió el 24 de octubre de 1374 y poco después falleció el duque Enrique I, en 1375. Fue entonces cuando las líneas masculinas, tanto en el reino como en el ducado, se extinguieron. 
El verdadero tenedor de las tierras de Schleswig era el conde de Holstein-Rendsburg, quien rápidamente se apropió de Schleswig, asumiendo al mismo tiempo el título de "señores de Jutlandia". Los nobles rápidamente emprendieron la acción y lograron recuperar más control del ducado, que ellas insistían en que era independiente de la corona danesa.
Los herederos feudales de Enrique eran su prima carnal Margarita de Dinamarca, reina de varios reinos escandinavos, y Alberto IV de Mecklemburgo, hijo de la hermana mayor de Margarita, Ingeborg de Dinamarca. En 1386, la reina Margarita, hija menor de Valdemar IV de Dinamarca y Eduvigis de Schleswig, otorgó Schleswig como un feudo hereditario bajo la corona danesa al conde Gerardo VI de Holstein-Rendsburg, nieto de Gerardo III, siempre que jurase lealtad a su hijo el rey Olaf, aunque Schleswig de hecho aún lo tenía de forma independiente el conde de Holstein-Rendsburg. Gerardo - después de la extinción de las líneas de Holstein-Plön (1350) y Holstein-Kiel (1390) – finalmente obtuvo también Holstein-Segeberg en 1403, gobernando de esta manera todo Holstein excepto Holstein-Pinneberg con los pequeños territorios Schauenburg en Baja Sajonia. Con esta fusión de poder empieza la historia de la unión entre Schleswig y Holstein.

### SigloXV
Gerardo VI murió en 1404, y poco después estalló la guerra entre sus hijos y Erico de Pomerania, el sucesor de Margarita en el trono de Dinamarca. Erico reclamó el sur de Jutlandia como una parte integral de la monarquía danesa. En 1409, el rey Erico VII de Dinamarca (Erico de Pomerania) obligó a los nobles alemanes a entregarle Flensburg. Estalló la guerra en 1410, y Erico conquistó Als y Ærø. En 1411, los nobles volvieron a tomar Flensburg, pero en 1412 ambos lados estuvieron de acuerdo en que un conde de Mecklemburgo resolviera la disputa. Otorgó la ciudad a Dinamarca, y Margarita I de Dinamarca tomó posesión de la ciudad. En Flensburg enfermó de peste y murió poco después. La Liga Hanseática intentó una nueva mediación en 1416. Ambos lados aceptaron y Dinamarca entregó la ciudad de Schleswig como prenda, y los de Holstein la fortaleza de Tönning. La mediación no tuvo éxito. En 1421, los de Holstein tuvieron éxito a la hora de recuperar Haderslev, Schleswig y Tønder.
En 1422, el duque Enrique X de Silesia-Sagan, enviado del emperador, fue reconocido como árbitro por ambas partes. Sin embargo, murió el 18 de enero de 1423 sin haber llegado a ningún acuerdo. El emperador Segismundo deseaba resolver la cuestión, una decisión a la que se oponían los nobles de Holstein. En 1424, el emperador Segismundo decidió, basándose en el hecho de que las personas de Schleswig hablaban danés, seguían costumbres danesas y se consideraban a sí mismos daneses, que el territorio en justicia pertenecía al rey de Dinamarca. Enrique IV de Holstein-Rendsburg protestó y se negó a acatar el veredicto.
En 1425 estalló de nuevo la guerra. En 1431, un grupo de burgueses proalemanes abrieron las puertas de Flensburg y un ejército de nobles alemanes entraron. En 1432 se acordó la paz, y Erico reconoció las conquistas realizadas por los nobles germanos. En 1439, el nuevo rey danés, Cristóbal III, compró la lealtad de Adolfo VIII de Holstein-Rendsburg, hijo de Gerardo VI, otorgándole todo el ducado de Slesvig como un feudo hereditario, pero bajo la corona danesa. A la muerte de Cristóbal ocho años más tarde, la influencia de Adolfo, él mismo uno de los herederos más próximos de las monarquías escandinavas, aseguró la elección de su sobrino el conde Cristián VII de Oldemburgo  como rey de Dinamarca, sobrino suyo hijo de Eduvigis, su hermana.
Cuando Adolfo murió en 1459 sin descendencia, la dinastía Schauenburg en Holstein-Rendsburg se extinguió. Los condes Schauenburg de Holstein-Pinneberg no pretendieron suceder en Schleswig; su elección en Holstein-Rendsburg habría separado Schleswig y Holstein-Rendsburg, una ruina económica para muchos nobles de Holstein. Los nobles, sin embargo, no se ponían de acuerdo sobre qué curso seguir.
Fue así fácil para el rey danés Cristián I asegurarse la elección como duque de Schleswig y conde de Holstein-Rendsburg. En 1460 reunió a la nobleza en Ribe, y el 2 de marzo se mostraron conformes en elegirlo como sucesor de Adolfo VIII, para evitar la separación de las dos provincias. El 5 de marzo otorgó una carta de coronación (o Freiheitsbrief), emitida primero en Ribe (Tratado de Ribe, en danés: Ribe-brevet, en alemán: Vertrag von Ripen) y después en Kiel, que también repitió que Schleswig y Holstein-Rendsburg debían permanecer unidos "dat se bliven ewich tosamende ungedelt" (Bajo alemán medio o bajo sajón, esto es, que debían estar juntos e indivisos para siempre. El ascenso de Cristián al condado de Holstein-Rendsburg fue la primera sucesión en Holstein por vía femenina (Eduvigis, su madre y hermana de Adolfo).
Otra cláusula del tratado otorgaba a la nobleza el derecho a revelarse en caso de que el rey rompiera el acuerdo (un rasgo habitual en las cartas de coronación medievales). En relación con Holstein-Rendsburg, como formaba parte del Sacro Imperio, se unió de manera personal, pero no podía anexionar el condado a Dinamarca en una unión real.
En relación con Schleswig el arreglo sonaba extraño, ya que Schleswig era feudo de la corona danesa, de manera que el rey danés era vasallo de sí mismo. Sin embargo, los nobles vieron el acuerdo como una garantía contra una dominación danesa excesiva y como una garantía contra una partición de Holstein entre nobles daneses. La consecuencia más importante de este acuerdo fue la exclusión de Schleswig en posteriores leyes danesas, aunque el código de Jutlandia danés medieval (Jyske Lov en danés) se mantuvo como el código legal del ducado de Schleswig.
Finalmente, en 1472 el emperador Federico III confirmó el señorío de Cristián I sobre Dithmarschen (mera pretensión, solo se conquistó en 1559). Federico III elevó a Cristián como conde de Dithmarschen, Holstein-Rendsburg, y Stormarn a duque de Holstein, así alzando Holstein-Rendsburg, que era un subfeudo de Baja Sajonia a inmediación imperial. En Holstein-Pinneberg, sin embargo, el emperador permaneció solo como señor indirecto con el duque Juan V de Baja Sajonia siendo su señor feudal inmediato. En el siglo siguiente, Schleswig y Holstein fueron numerosas veces divididos entre herederos. En lugar de incorporr el sur de Jutlandia a Dinamarca, prefirió aprovecharse del sentimiento de los estados en Schleswig y Holstein en favor de una unión para asegurar ambas provincias.

## Edad Moderna

### SiglosXVIyXVII
La gradual introducción de administradores alemanes en el ducado de Schleswig llevó consigo la progresiva germanificación de Schleswig meridional, aunque no fue plena hasta el siglo XVIII. Esta germanificación del sur de Schleswig se intensificó después de la reforma protestante, promovida por el duque Cristián III después de su ascenso en 1523 como duque cogobernante con su padre el rey Federico I. Después de que Cristián sucediera a su padre como rey de Dinamarca y Noruega en 1534 y 1537, respectivamente, impuso el luteranismo en todo su reino en 1537 (véase Reforma en Dinamarca-Noruega y Holstein). El ducado de Holstein adoptó su primera orden de iglesia luterana en 1542 (escrita por Johannes Bugenhagen). Los condados de Holstein-Pinneberg y Schaumburg siguieron siendo católicos hasta 1559.
Con el luteranismo se introdujo la liturgia en alto alemán en las iglesias de Holstein y la mitad sur de Schleswig (aunque la lengua vernácula de más de la mitad de esta región era el danés). Mientras en la costa occidental prevaleció el frisio del norte, alrededor de la otra mitad del sur de Schleswig usaba bajo sajón, que se había desarrollado a partir del bajo alemán medio, como su lengua materna, prevaleciendo también en Holstein. El alto alemán empezaba a sustituit al danés, bajo sajón y frisio en la zona.
Después de que Cristián III consolidara su poder en Dinamarca y Noruega, acordó con sus medio hermanos compartir el gobierno de los ducados en 1544. Cristián III, Juan II el Viejo y Adolfo partieron los ducados de Holstein (un feudo del Sacro Imperio) y de Schleswig (un feudo danés) de manera inusual, después de negociaciones entre los hermanos y los estados del reino de los ducados, que se oponían a una partición real, sobre la base de su indivisibilidad según el tratado de Ribe. Decidieron que su hermano menor Federico siguiera una carrera como administrador luterano de un estado eclesiástico dentro del Sacro Imperio.

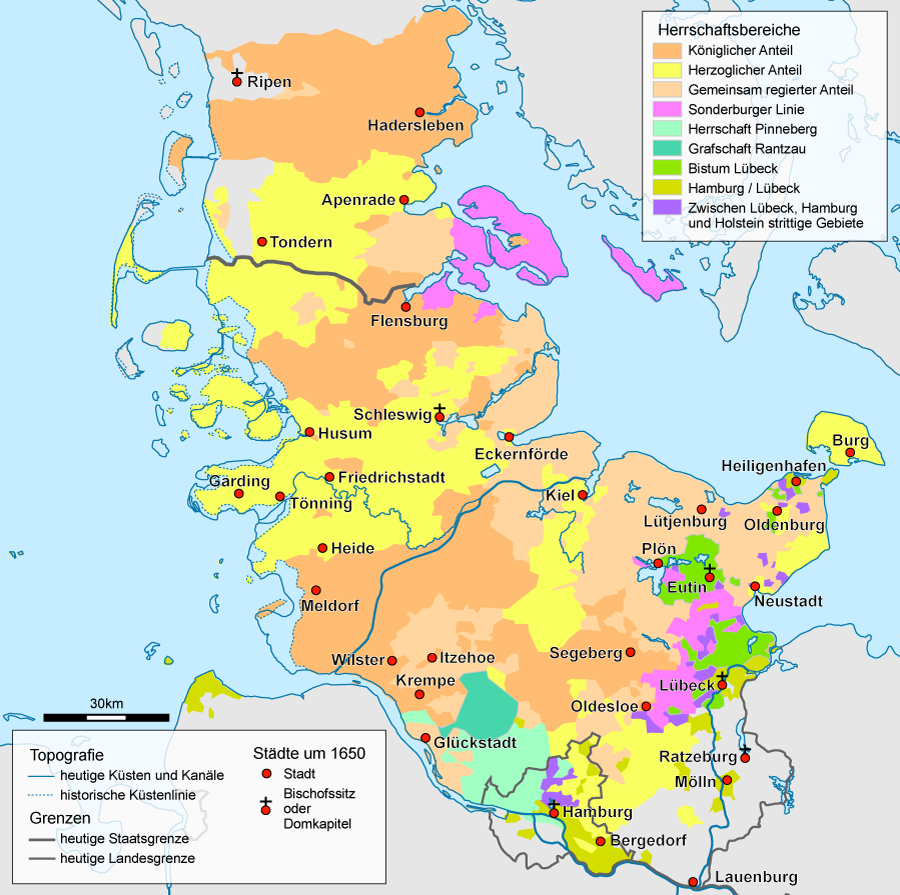
Mapa de los ducados y estados vecinos alrededor de 1650: en color diferente, los estados de cada línea.

 De manera que los ingresos de los ducados, que derivaban de los derechos de señorío en las diversas ciudades y territorios de Schleswig y Holstein, se dividieron en tres partes iguales asignando los rendimientos de áreas en particular y determinadas tierras, quedando éstas en sí indivisas, a cada uno de los hermanos mayores, mientras que otros ingresos de carácter general, como impuestos de ciudades y aduanas, se recaudaban juntos pero luego se compartían entre los hermanos mayores. La norma secular de ducados divididos fiscalmente se convirtió así en un condominio de las partes. Como duques de Holstein y Schleswig los tres gobernantes llevaban el título formal de "Duque de Schleswig, Holstein, Dithmarschen y Stormarn", aunque lo de la república campesina independiente de Dithmarschen era solo una mera pretensión. La Casa de Schauenburg (Schaumburg) continuó su gobierno en los condados de Holstein-Pinneberg y Schaumburg.
Adolfo, el tercer hijo de Federico I el segundo más joven medio hermano del rey Cristián III, fundó la rama dinástica llamada Casa de Holstein-Gottorp, que es una rama cadete de la entonces casa real danesa de Oldemburgo. El nombre dinástico Holstein-Gottorp surge así como una denominación conveniente de lo que, técnicamente, sería más correcto: Duque de Schleswig y Holstein en Gottorp, el palacio residencial. Juan II el Viejo, Duque de Schleswig y Holstein en Haderslev, no tuvo descendencia, de manera que por su lado no surgió ninguna rama. Los monarcas daneses y los duques de Schleswig y Holstein en Gottorp y Haderslev gobernaron ambos ducados juntos como un gobierno general, sin embargo, recogían sus ingresos en estados separados. En 1559 a través del Feudo Final conquistaron y sometieron a la república campesina de Dithmarschen, dividiéndola en tres partes.
Con un acuerdo similar al anterior, el hijo menor de Cristián III, Juan el Joven obtuvo para él y sus herederos una parte en los ingresos de Holstein y Schleswig en 1564, con sede en Sønderborg, comprendiendo un tercio del ingreso real, es decir, una novena parte de Holstein y Schleswig en lo que al aspecto fiscal se refiere. Juan el Joven y sus herederos, la Casa de Schleswig-Holstein-Sonderburg (en danés: Slesvig-Holsten-Sønderborg), sin embargo, no compartieron el gobierno mancomunado, no eran co-gobernantes sino solo Abgeteilte Herren. Los nietos de Juan el Joven de nuevo partieron su infantazgo, Ernesto Gunter (1609-1689), fundó la línea de Schleswig-Holstein-Sonderburg-Augustenburg (en danés: Slesvig-Holsten-Augustenborg), y Augusto Felipe (1612-1675) la de Schleswig-Holstein-Sonderburg-Beck (conocida desde 1825 como Holstein-Sonderburg-Glücksburg). Sin embargo, no tenían parte en el gobierno y siempre estaban mediatizados bajo el rey como duque de Schleswig y Holstein, y no eran príncipes inmediatos al emperador como señor de Holstein, donde tenían propiedades alrededor de Plön.
La parte de Juan II el Viejo, que murió en 1580, fue dividido por la mitad entre Adolfo y Federico II, incrementando así la parte real por un sexto fiscal de Holstein y Schleswig. Como efecto de la complicada división fiscal de ambos ducados separados, Holstein y Schleswig, con participaciones de cada parte dispersas en ambos ducados, se produjo que ambos tuvieron un mismo gobierno mancomunado, lo que superaba en parte su diferente afiliación legal como feudos imperial y danés. En 1640 los príncipes de Schauenburg se extinguieron en la línea masculina y el condado de Holstein-Pinneberg se fusionó con la parte real del ducado de Holstein. Ninguno de los herederos agnáticos de Schauenburg ni el señor de Holstein-Pinneberg, el duque Augusto de Baja Sajonia pudieron evitarlo.
En 1634, una nueva marea sumergió cerca de la cuarta parte del territorio y dio origen a varias islas en la costa occidental. Durante la Guerra de los Treinta Años, las relaciones entre el duque y el rey empeoraron. Finalmente, en 1658, después de que los daneses hubieran invadido el Bremen-Verden sueco, el duque cooperó con los suecos en su contraataque, que casi erradicó el reino danés. Los tratados de paz (Tratado de Taastrup y Tratado de Roskilde) estipularon que el duque de Holstein-Gottorp ya no era vasallo de la corona danesa en Schleswig. Federico III, duque desde 1616 hasta 1659, estableció el principio de primogenitura para su línea, y la plena soberanía de sus dominios de Schleswig le fueron asegurador por su yerno Carlos X de Suecia por la convención de Copenhague (12 de mayo de 1658) y para su hijo Cristián Alberto (m. 1695) por el tratado de Oliva, aunque no fue hasta varios años de guerra después que Dinamarca admitió la pretensión por la convención de Altona (30 de junio de 1689).
El hijo de Cristián Alberto, Federico IV (m. 1702) fue atacado de nuevo por Dinamarca, pero tenía un poderoso defensor en el rey Carlos XII de Suecia, quien aseguró sus derechos por el tratado de Travendal en 1700. Federico IV fue muerto en la batalla de Kliszów en 1702, y su hermano Cristián Augusto actuó como regente para su hijo Carlos Federico hasta 1718. En 1713 el regente rompió la estipulada neutralidad del ducado en favor de Suecia y Federico IV de Dinamarca aprovechó la excusa para expulsar al duque por la fuerza de las armas. Holstein le fue devuelto por la paz de Frederiksborg en 1720, pero al año siguiente el rey Federico IV fue reconocido como único soberano de Schleswig por los estados y por los duques de las líneas de Augustenburg y Glücksburg.

### SigloXVIII
Como Suecia en el Sitio de Tönning de 1713 había perdido su influencia en Holstein-Gottorp, Dinamarca pudo de nuevo someter todo Schleswig al reino danés; los Holstein-Gottorp perdieron sus tierras en Schleswig, pero siguieron como duques independientes en su porción de Holstein. Este estatus fue consolidado en el tratado de Frederiksborg en 1720, por el que las anteriores regiones reales y ducales de Schleswig se unieron bajo el rey, mientras que el duque siguió siéndolo de Holstein-Gottorp bajo el emperador alemán. El frustrado duque buscó el apoyo para recuperar Schleswig en Rusia y se casó en la familia imperial rusa en 1725. La emperatriz Isabel murió sin hijos en 1762, y nombró sucesor a su sobrino, el duque Carlos Pedro Ulrico de Holstein-Gottorp. Cuando ascendió al trono como zar Pedro III de Rusia, Holstein-Gottorp pasó a ser gobernado en unión personal por el emperador de Rusia, creando un conflicto de pretensiones territoriales entre Rusia y Dinamarca.
Pedro III amenazó con la guerra a Dinamarca por la recuperación de sus tierras ancestrales, pero antes de que pudiera empezar ninguna guerra, fue derrocado por su esposa, que asumió el control de Rusia como zarina Catalina II. La emperatriz Catalina cambió la posición rusa, retirando el ultimátum de su esposo e incluso aliándose con Dinamarca en 1765. En 1767 Catalina abandonó las pretensiones de Rusia sobre Schleswig-Holstein, en nombre de su hijo (luego Pablo I de Rusia), quien confirmó esta acción al llegar a la mayoría de edad en 1773 con el tratado de Tsarskoye Seló. Oldemburgo y Delmenhorst, rendidas por el rey danés en compensación, fueron entregadas a Federico Augusto, obispo de Lübeck, el segundo hijo de Cristián Augusto, quien así fundó la línea más joven de la casa de Gottorp. Schleswig y Holstein quedaron así, otra vez, unidos bajo el rey danés (Cristián VII), quien ahora recibía todo Holstein, pero formalmente bajo el Imperio.

## SigloXIX
Con la abolición del Sacro Imperio Romano Germánico en 1806, Holstein fue incorporado a Dinamarca en la práctica, ya que no de manera formal. Bajo la administración del primer ministro danés el conde Bernstorff, él mismo procedente de Schleswig, se acometieron muchas reformas en los ducados, por ejemplo, la abolición de la tortura y la servidumbre; en la misma época se introdujeron la legislación y la moneda danesas, y el danés fue convertido en ifioma oficial para la comunicación con Copenhague. Esto sin embargo no produjo excesivo resentimiento dado que la propia corte danesa era en aquella época, en gran medida, alemana, tanto en idioma como en sentimiento.
El acuerdo de 1806 fue revocado, y mientras Schleswig siguió como antes, los ducados de Holstein y Lauemburgo, el último adquirido en unión personal por intercambio territorial después del Congreso de Viena, fueron incluidos en la nueva Confederación Germánica. El ducado de Schleswig era legalmente un feudo danés y no parte del Sacro Imperio o, después de 1815, de la Confederación Germánica (en alemán: Deutscher Bund, en danés: Tysk Forbund), pero el ducado de Holstein era un feudo del Sacro Imperio, y un estado tanto del Imperio como más tarde de la Confederación Germánica de 1815-1866. Era una de las rarezas tanto del Sacro Imperio como de la Confederación Germánica que jefes de Estado extranjeros pudieran ser -y de hecho lo eran a menudo- también miembros de los órganos constitucionales del Imperio y de la Confederación si tenían un territorio que era parte del Imperio o de la Confederación. Así, el rey de Dinamarca tenía un asiento en los órganos de la Confederación Germánica porque era también duque de Holstein y duque de Lauemburgo.

### El asunto de Schleswig-Holstein
La cuestión o asunto de Schleswig-Holstein es el nombre dado para el complejo asunto diplomático y de otro tipo suscitado en el siglo XIX por la relación entre los dos ducados, Schleswig y Holstein, con la corona danesa por un lado y la Confederación Germánica por el otro. La cuestión era inevitable. 
En 1806-1815 el gobierno de Dinamarca había reclamado Schleswig y Holstein como partes de la monarquía de Dinamarca, lo que no era popular entre la población alemana de Schleswig-Holstein, quienes habían sido tradicionalmente la mayoría en Holstein y habían aumentado poco a poco también su dominio en Schleswig. Los alemanes de Holstein, influidos por el nuevo entusiasmo nacional provocado por la guerra de liberación, se resentían más que nunca de los intentos del gobierno de Copenhague de tratarlos como parte de la monarquía danesa y, animados por la simpatía de los alemanes en Schleswig, pronto intentaron reafirmarse, en interés del germanismo, en el antiguo principio de la unidad de los ducados, para unirse ambos con una nueva Alemania (véase Unificación alemana), que resultaba estar liderada por Prusia. La atmósfera política, sin embargo, había cambiado en Copenhague también; y sus demandas se encontraron a los daneses con un temperamento nacionalista tan intratable como el suyo propio. Los asuntos estaban a punto para una crisis, que el fracaso de tener herederos masculinos en común para el reino y los ducados no hizo más que precipitar. Este movimiento nacionalista reclamaba la completa reintegración de Schleswig en el reino de Dinamarca y exigió un fin a la discriminación contra los daneses en Schleswig. 
La controversia giraba en torno a la antigua norma de que no se separaran los dos ducados, y las consecuencias a deducir de ese principio. Los Liberales nacionales daneses reclamaban Schleswig como una parte integral del reino danés; los alemanes pretendían, además de Holstein, que era estado miembro de la Confederación Germánica, también Schleswig. La historia de las relaciones de Schleswig y Holstein tuvo así gran importancia política práctica.
El que el rey Federico VII de Dinamarca careciera de hijos obraba en favor del movimiento de unificación alemana, lo mismo que el antiguo tratado de Ribe, que estipulaba que los dos ducados no debían separarse nunca. Un contramovimiento desarrollado entre la población danesa de Schleswig septentrional y (desde 1838) en Dinamarca, donde los liberales insistían en que Schleswig era un feudo y había pertenecido a Dinamarca durante siglos y que el río Eider, la histórica frontera entre Schleswig y Holstein, debía marcar la frontera entre Dinamarca y la Confederación Germánica o -eventualmente- una nueva Alemania unida. Los nacionalistas danesas aspiraban así a incorporar Schleswig a Dinamarca, separándola en el proceso de Holstein. El movimiento para la unidad alemana de la misma manera buscaba confirmar la asociación de Schleswig con Holstein, en el proceso separando Schleswig de Dinamarca y llevándola a la Confederación Germánica.

### La sucesión danesa
Cuando Cristián VIII sucedió a su primo carnal Federico VI en 1839 la línea masculina mayor de la casa de Oldemburgo estaba obviamente a punto de extinguirse. El único hijo y heredero del rey no tenía hijos. Desde 1834 se había debatido el tema de la sucesión en asamblea. Para la opinión pública alemana la cuestión estaba suficientemente clara. La corona de Dinamarca podía ser heredada por vía femenina (véase Luisa de Hesse-Kassel); en el ducado de Holstein nunca se había derogado la ley sálica y, en caso de que no hubiera herederos masculinos de Cristián VII, la sucesión pasaría a los Augustemburgo — aunque esto es discutible pues la propia dinastía había recibido Holstein por ser Cristián I hijo de la hermana del último Schauenburg, Adolfo VIII.
La opinión danesa, por su parte, reclamaba que el rey se pronunciara respecto a la indivisibilidad de la monarquía y su transmisión intacta a un solo heredero. Cristián VIII llegó a emitir en 1846 letras patentes declarando que la ley real en el asunto de la sucesión estaba en pleno vigor en lo que a Schleswig se refería, de acuerdo con las cartas patentes de 22 de agosto de 1721, el juramento de fidelidad de 3 de septiembre de 1721, las garantías dadas por Francia y Gran Bretaña en el mismo año y los tratados de 1767 y 1773 con Rusia. En lo que se refería a Holstein, afirmaba que ciertas circunstancias le impedían dar, en relación con algunas partes del ducado, una decisión tan clara como en el caso de Schleswig. El principio de independencia de Schleswig y de su unión con Holstein se confirmaron expresamente. Los estados de Holstein apelaron contra esto ante la Asamblea Federal pero no recibieron atención.
En 1848, el rey Federico VII de Dinamarca declaró que él daría a Dinamarca una constitución liberal y el inmediato objetivo del movimiento nacional danés era asegurar que esta constitución no solo diera derechos a todos los daneses, esto es, no solo en el reino de Dinamarca, pero también a los daneses (y alemanes) que vivían en Schleswig. Más aún, exigían protección para el idioma danés en Schleswig (el idioma dominante en casi un cuarto de Schleswig había cambiado del danés al alemán desde el comienzo del siglo XIX). 
Una constitución liberal para Holstein no se consideraba seriamente en Copenhague, puesto que era bien conocido que la élite política de Holstein era más conservadora que la de Copenhague. Los estados de los ducados replicaron exigiendo la incorporación de Schleswig-Holstein, como un único estado constitucional, a la Confederación Germánica. Estas demandas fueron rechazadas por el gobierno danés en 1848, y los alemanes de Holstein y del sur de Schleswig se rebelaron. 

### Primera Guerra de Schleswig
En marzo de 1848, en el marco de las revoluciones de ese año, se produce una insurrección de las asambleas estamentales germanófilas en los ducados en apoyo a la independencia de Dinamarca y de una relación estrecha con la Confederación Germánica. Los rebeldes establecieron un gobierno provisional en Kiel; y el duque de Augustemburgo se había apresurado a acudir a Berlín para asegurar la ayuda de Prusia para afirmar sus derechos. El nuevo gobierno provisional exigía el respeto de los dos idiomas principales, despreocupándose del frisio, en Schleswig y nombró dos superintendentes generales luteranos uno para cada una de las parroquias de danés y de alemán (Johannes Andreas Rehhoff y Nicolaus Johann Ernst Nielsen, respectivamente).
El 12 de abril la asamblea federal reconoció al gobierno provisional de Schleswig y encargó a Prusia que ejecutara sus decretos, el general Wrangel recibió la orden de ocupar Schleswig también. El gobierno prusiano vio un momento adecuado para asumir una causa popular y así restaurar su dañado prestigio. Tropas prusianas marcharon a Holstein y expulsaron a las tropas danesas de Schleswig y Holstein. 
Las potencias europeas estaban en contra de que se desmembrase Dinamarca, incluso Austria, como Holstein un estado miembro de la Confederación Germánica, rechazaba ayudar a reforzar el punto de vista alemán. Tropas suecas acudieron a ayudar a los daneses; Nicolás I de Rusia, como jefe de la línea Gottorp mayor, advirtió a Federico Guillermo IV de los riesgos de un enfrentamiento; Gran Bretaña, aunque los daneses rechazaron su mediación, amenazó con enviar su tropa para preservar el statu quo. Federico Guillermo entonces ordenó a Wrangel que retirara sus tropas de los ducados; pero el general rechazó la orden, diciendo que no estaba a las órdenes del rey de Prusia sino del regente de la Confederación Germánica, el archiduque Juan de Habsburgo-Lorena, y propuso que, al menos, cualquier tratado que se concluyese se presentara para su ratificación ante el Parlamento de Fráncfort. Los daneses se opusieron a esto; y se rompieron las negociaciones. Prusia se enfrentaba ahora por un lado con el movimiento de unificación alemana urgiéndole a que entrara en acción, y por el otro lado con las potencias europeas que amenazaban para el caso de que Prusia continuara en la misma línea de acción.
El 26 de agosto de 1848 Federico Guillermo escogió lo menos malo, y Prusia firmó en Malmö una convención que prácticamente cedía en todo ante Dinamarca. Los estados de Holstein apelaron al parlamento de Fráncfort, que asumió su caso con ardor; pero pronto quedó claro que el gobierno provisional en Fráncfort de la Alemania aún sin unificar no tenía medios para ejecutar su acuerdo, así que al final se ratificó la convención. Solo era una tregua temporal. Los asuntos principales se dejaron si resolver y siguieron debatiéndose. En una conferencia celebrada en Londres en octubre, Dinamarca propuso un arreglo sobre la base de una separación de Schleswig de Holstein, que iba a ser miembro de una Alemania unificada, Schleswig tendría una constitución separada dentro de la corona danesa. Gran Bretaña y Rusia apoyaron esta propuesta.
El 27 de enero de 1849 aceptaron la propuesta Prusia y la Confederación Germánica. Pero las negociaciones se rompieron porque Dinamarca rechazó abandonar el principio de la unión indisoluble con la corona danesa. La tregua acabó el 23 de febrero y el 4 de abril se reanudó la guerra. La Confederación Germánica encargó a Prusia como principios innegociables que eran estados independientes, que su unión era indisoluble y que se heredaban solo por la línea masculina. En este punto el zar intervino en favor de la paz; y Prusia, consciente de su fuerza restaurada y temiendo el carácter intratable del gobierno provisional de Fráncfurt, decidió asumir por sí misma el curso de acción a seguir.
El 10 de julio de 1849 se firmó otra tregua. Schleswig, hasta la paz, sería administrada por separado, bajo una comisión mixta, Holstein sería gobernada por un viceregente de la Confederación Germánica – un arreglo que ofendía tanto a los alemanes como a los daneses, que insistieron en sucesión solo por vía masculina (Alemania) o también femenina (Dinamarca).
En 1849 se adoptó una constitución democrática en Dinamarca, que complicó las cosas pues se aplicaba a todos los daneses, incluidos los de Schleswig. Las constituciones de Holstein y Schleswig estaban dominadas por el sistema estamental, dando más poder a los más ricos, de manera que tanto Schleswig como Holstein estaban dominados políticamente por una clase terrateniente predominantemente alemana. Coexistían así dos tipos de gobierno en el mismo estado: democracia en Dinamarca, y un sistema estamental pre-moderno en Schleswig y Holstein. Las tres unidades eran gobernadas por un solo gabinete, formado por ministros liberales de Dinamarca que urgían reformas económicas y sociales, y ministros conservadores de la nobleza de Holstein que se oponían a las reformas políticas. Los daneses que se oponían a este estado llamado "unitario" (Helstaten) temían que la presencia de Holstein en el gobierno mientras era miembro de la Confederación Germánica, incrementara la interferencia alemana en Schleswig, incluso en asuntos puramente daneses.
En Copenhague el Palacio y la administración preferían que se mantuviera el statu quo, lo que apoyaban las potencias extranjeras como Gran Bretaña, Francia o Rusia, que no aceptarían una Dinamarca debilitada en favor de los estados alemanes, ni que Prusia adquiriera Holstein con la importante bahía naval de Kiel o que controlara la entrada al Báltico.
La guerra entre Dinamarca por un lado y los dos ducados y Prusia por otro duró tres años (1848-1850) y solo terminó cuando las grandes potencias presionaron a Prusia, que en abril de 1850, aceptó una paz manteniendo el statu quo ante bellum y que se pospusieran todas las cuestiones relativas a los derechos mutuos. Para Lord Palmerston la base carecía de significado, el acuerdo propuesto no arreglaba nada. El emperador Nicolás, abiertamente disgustado con Federico Guillermo, intervino de nuevo. Para él, el duque de Augustemburgo era un rebelde; Rusia había garantizado Schleswig a la corona danesa por los tratados de 1767 y 1773; y en lo que se refería a Holstein, si el rey de Dinamarca no era capaz de tratar con los rebeldes allí, él mismo intervendría como lo había hecho en Hungría. La amenaza fue reforzada por la situación europea. Austria y Prusia estaban al borde de la guerra, y la sola esperanza de impedir que Rusia se lanzara contra Austria, les obligaba a que se arreglara la cuestión en el sentido deseado por Rusia. La única alternativa, una alianza con el sobrino del demonio, Luis Napoleón, que ya soñaba con adquirir la frontera del Rin para Francia a cambio de su ayuda para que Alemania estableciera un poder marítimo de Alemania mediante la cesión de los ducados, era algo que horrorizaba a Federico Guillermo.

### Después de la primera guerra de Schleswig
Se firmó un tratado de paz entre Prusia y Dinamarca el 2 de julio de 1850. Ambas partes se reservaban todos los derechos antecedentes. Dinamarca se vio satisfecha, puesto que el trataba apoderaba al rey para restaurar su autoridad en Holstein como duque con o sin el consentimiento de la Confederación Germánica.
Las tropas danesas marcharon para reprimir a los ducados recalcitrantes; mientras la lucha continuaba, el 2 de agosto de 1850 Gran Bretaña, Francia, Rusia y Noruega-Suecia firmaron un protocolo, al que se adhirió posteriormente Austria, aprobando el principio de restaurar la integridad de la monarquía danesa. El gobierno provisional de Schleswig fue depuesto, así como los superintendentes generales luteranos, que incluso se vieron exiliados de las monarquías regidas por los Oldemburgo en 1850. Su puesto permaneció vacante con el superintendente Christoph Carl Julius Asschenfeldt oficiando per pro.
El gobierno de Copenhague presentó un proyecto el 6 de diciembre de 1851 para la futura organización de la monarquía sobre la base de la igualdad de los estados constituyentes, con un ministerio común; el 28 de enero de 1852 una carta real anunció la institución de un estado unitario que, al tiempo que mantenía la constitución fundamental de Dinamarca, incrementase los poderes parlamentarios de los estados de los dos ducados. Esto lo aprobaron Prusia y Austria, y la Asamblea Federal Alemana en tanto afectaba a Holstein y Lauemburgo. Lo siguiente a tratar era la cuestión de la sucesión y el mayor obstáculo era la sucesión de Augustemburgo. El 31 de marzo de 1852 el duque de Augustemburgo abandonó su pretensión a cambio de dinero. 
Otro factor que amenazaba los intereses daneses era no solo el creciente poder de la cultura alemana, sino los propios conflictos entre estados alemanes en el sur, esto es, entre Prusia y Austria, que acabarían afectando a Schleswig y Holstein, que pasarían a ser sujeto de una disputa territorial implicando encuentros militares entre tres estados, Dinamarca, Prusia y Austria.
El gobierno danés estaba cada vez más preocupado puesto que Federico VII no dejaría ningún hijo a su muerte. Tras la renuncia del zar de Rusia y otros a sus eventuales derechos, Carlota, landgravina de Hesse, hermana de Cristián VIII, y su hijo el príncipe Federico transfirieron sus derechos a la hermana del último, Luisa, que a su vez se los transfirió a su esposo el príncipe Cristián de Glücksburg. Este acuerdo fue sancionado internacionalmente el 8 de mayo de 1852 por el protocolo firmado en Londres por las cinco grandes potencias y Noruega y Suecia. El 31 de julio de 1853, Federico VII dio su consentimiento a una ley que establecía que la corona pasaría al príncipe Cristián, y sus herederos varones.
Bajo los términos del Protocolo de Londres (1852), la Confederación Germánica devolvía los ducados de Schleswig y Holstein a Dinamarca. Consagraba el principio de integridad de Dinamarca. Estipulaba que los derechos de la Confederación Germánica en Holstein y Lauemburgo debían permanecer intocados. El gobierno danés a su vez asumía no unir a Schleswig más estrechamente a Dinamarca que al ducado de Holstein. Era, de hecho, un compromiso, y dejaba sin decidir las cuestiones fundamentales. La Asamblea Federal Alemana no estuvo representada en Londres, y los términos del protocolo se consideraron en los estados alemanes como una humillación. En cuanto a los daneses, estaban lejos de sentirse satisfechos con el acuerdo, que aprobaron solo en la medida en que les daba una base para una persecución más vigorosa de sus objetivos unionistas.
El 15 de febrero y el 11 de junio de 1854 Federico VII, después de consultar a los estados, promulgó constituciones especiales para Schleswig y Holstein respectivamente, bajo las cuales las asambleas provinciales recibirían ciertos poderes muy limitados.
En 1854 las iglesias luteranas de Schleswig y Holstein, se convirtieron en diócesis llamadas Stift Schleswig (danés: Slesvig Stift) y Stift Holstein (danés: Holsten Stift), cada una presidida por un obispo luterano. Ulrich Sechmann Boesen se convirtió en Obispo de Schleswig (en 1854), y Wilhelm Heinrich Koopmann de Holstein (offic. 1855-1871).
Se aprobó una nueva constitución danesa, que fue rechazada por Prusia y Austria a la vista de que los ducados no habían sido consultados, y la Asamblea Federal de la Confederación Germánica la rechazó en lo que atañía a Holstein y Lauemburgo. A principios de los años 1860, el "asunto de Schleswig-Holstein fue de nuevo el centro de un debate internacional, pero con la diferencia de que el apoyo a los daneses estaba declinando. La  guerra de Crimea había disminuido el poder de Rusia y Francia estaba preparada para renunciar a su apoyo a los intereses daneses en los ducados a cambio de compensaciones en otros sitios. La reina Victoria y su consorte el príncipe Alberto simpatizaban con la posición alemana, pero estaba templada por los ministros británicos que veían el crecimiento del poderío naval de Prusia en el mar Báltico como un peligro para la supremacía naval británica y en consecuencia la Gran Bretaña estaba del lado de los daneses.
A ello hay que añadir los gravosos impuestos que cobraban los daneses para cruzar sus destrechos para pasar del Báltico al mar del Norte. Para evitar ese gasto, Prusia planeó el canal de Kiel, pero no podía construirlo en tanto Dinamarca controlara Holstein.
El movimiento secesionista continuó durante las décadas de 1850 y 1860. Quienes proponían la unificación alemana expresaban su deseo de incluir Holstein y Schleswig en una eventual 'Gran Alemania'. Holstein era completamente alemana, mientras que la situación en Schleswig era compleja: lingüísticamente era una mezcla de alemán, danés y frisio del norte. La población era étnicamente danesa en su mayoría, pero habían pasado al idioma alemán desde el siglo XVII. La cultura alemana dominaba en lo eclesiástico y en la nobleza, mientras que el danés tenía un estatus social inferior. 
En el año 1853 los daneses renovaron su reclamación de Schleswig como parte integral de su territorio. Fue contestado por la Asamblea Federal (instruida por Bismarck) que amenazó con una intervención federal alemana. Federico VII proclamó que abolía la constitución danesa en lo que afectaba a Holstein y Lauemburgo. Esto violaba el principio de la indisoluble unión de los ducados, pero la Asamblea Federal, totalmente ocupada con asuntos internos, decidió no emprender más acciones hasta que el parlamento danés hiciera otro esfuerzo de aprobar una ley o presupuesto que afectara a todo sel reino sin consultar a los estados de los ducados.
Esto ocurrió en julio de 1860. En la primavera de 1861, los estados se enfrentaron otra vez con el gobierno danés. Por consejo británico, el gobierno danés decidió ignorarlos y tratar directamente con Prusia y Austria. Estas exigieron que se restaurase la unión de los dos ducados, una cuestión que estaba más allá de la competencia de la Confederación. Dinamarca rechazó el derecho de cualquier potencia extranjera a interferir en sus relaciones con Schleswig; a lo que Austria, deseosa de conciliarse con los príncipes alemanes menores, respondió con una vigorosa protesta contra la infracción danesa de lo acordado en 1852.
Intervino entonces Lord John Russell, en nombre de Gran Bretaña, con una propuesta de arreglar toda la cuestión sobre la base de la independencia de los ducados bajo la corona danesa, con un presupuesto decenal para gastos comunes acordada por las cuatro asambleas, y un consejo de estado supremo formado por proporción relativa de daneses y alemanes. Rusia y las grandes potencias alemanas lo aceptaron, y Dinamarca se encontró aislada. La situación internacional, sin embargo, favorecía una actitud decidida, y es lo que hizo Dinamarca. Para Dinamarca, retener Schleswig como parte integral de la monarquía era asunto de vida o muerte; la Confederación Germánica había hecho de los términos del protocolo de 1852, definiendo las relaciones íntimas entre los ducados, la excusa para una inaceptable interferencia en los asuntos internos de Dinamarca.
El 30 de marzo de 1863, como resultado de todo esto, se publicó una proclama real en Copenhague rechazando los acuerdos de 1852, y, definiendo la distinta posición de Holstein en la monarquía danesa, negando de una vez por todas, las pretensiones alemanas sobre Schleswig.
En este punto, había cuatro orientaciones posibles. La primera, un movimiento alemán en los dos ducados soñaban con un Schleswig-Holstein independiente bajo una constitución liberal. Uwe Jens Lorsen propuso en 1830 una unión personal con Dinamarca. Luego, cuando apareció el problema sucesorio, el movimiento Schleswig-Holstein propuso un estado independiente gobernado por la casa de Augustemburgo.

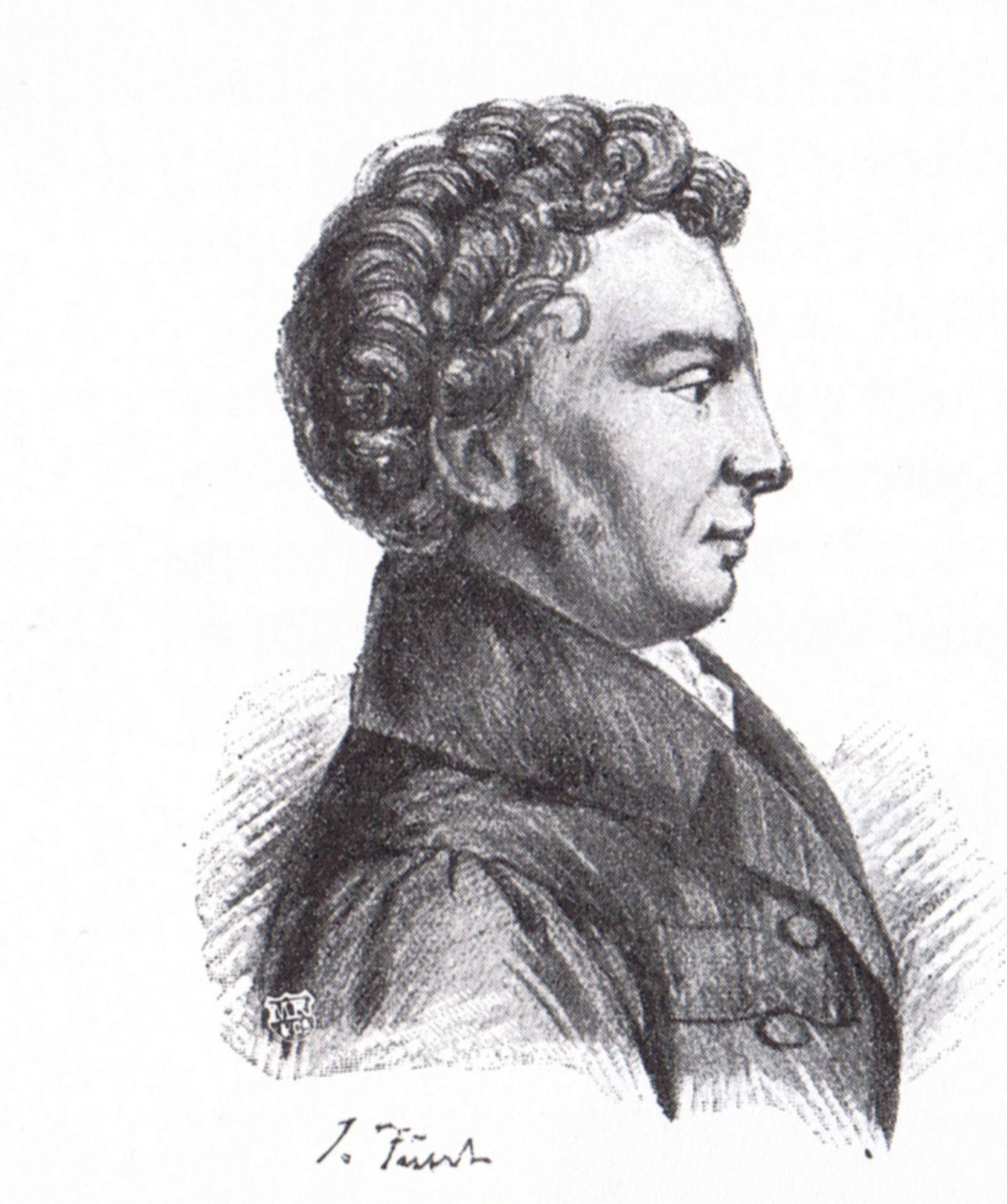
Uwe Jens Lornsen (1793-1838)

En Dinamarca, los nacionalistas deseaban una "Dinamarca hasta el río Eider", reincorporando Schleswig a Dinamarca y poniendo fin al dominio alemán sobre la política de la región. Esto significaría la total exclusión de Holstein de la monarquía danesa.
Un grupo más influyente, aunque menos ruidoso, era el mantenimiento de la unidad del estado danés como era un reino y dos ducados. Se evitaría la partición, aunque no se resolvería la controversia étnica y los temas constitucionales. La mayor parte de los funcionarios daneses y las potencias europeas (Rusia, Inglaterra y Francia) apoyaban este statu quo.
Un cuarto escenario, que Schleswig y Holstein se incorporaran las dos a Prusia como meras provincias, no se consideraba antes o durante la guerra de 1864. Pero es lo que acabó resultando después de la guerra austro-prusiana dos años más tarde.
Conforme envejecía el rey Federico VII, los sucesivos gabinetes nacional-liberales de Dinamarca se fueron centrando en mantener el control de Schleswig cuando el rey muriera.
En 1863 el rey Federico VII de Dinamarca murió sin dejar heredero. Según la línea de sucesión de Dinamarca y Schleswig, las coronas tanto de Dinamarca como de Schleswig pasarían ahora al duque Cristián de Glücksburg (el futuro rey Cristián IX), la corona de Holstein se consideraba algo más problemático. Esta decisión no fue acatada por una rama rival de la familia real danesa, que eran proalemanes, la Casa de Augustemburgo (en danés: Augustenborg) quienes exigieron, como en 1848, las coronas tanto de Schleswig como de Holstein. Esto ocurría en un momento particularmente crítico, mientras se trabajaba en una nueva constitución para los asuntos conjuntos de Dinamarca y Schleswig se acababa de completar con un borrador que solo esperaba su firma. En el ducado de Lauemburgo la unión personal con Dinamarca terminó y los estamentos de este territorio eligieron una nueva dinastía en 1865.

### La constitución de noviembre
La nueva constitución, llamada "de noviembre" no preveía la anexión de Schleswig a Dinamarca directamente, pero en lugar de ello creaba un parlamento conjunto (con el título medieval de Rigsraadet) para regir los asuntos comunes a Dinamarca y Schleswig. Ambas entidades mantendrían sus propios parlamentos individuales. El artículo I clarificaba la cuestión sucesoria: La forma de gobierno será la de una monarquía constitucional. La autoridad real será hereditaria. La ley de sucesión se especifica en la ley de sucesión de 31 de julio de 1853 aplicable a toda la monarquía danesa.
El nuevo rey de Dinamarca, Cristián IX, estaba en una posición difícil. El primer acto como soberano era firmar la nueva constitución. La firma violaba los términos del Protocolo de Londres lo que podría llevar a la guerra. Rechazar la firma sería ganarse el antagonismo del sentimiento de sus súbditos daneses, que era la base de su reinado. Eligió lo que parecía el mal menor, y el 18 de noviembre, firmó la constitución.
La noticia se vio como una violación del Protocolo de Londres, que prohibía semejante cambio en el statu quo. Fue recibido en los estados alemanes con manifestaciones de ira. Federico, duque de Augustemburgo, hijo del príncipe que en 1852 había renunciado a la sucesión en los ducados, ahora reclamaba sus derechos sobre la base de que él no había compartido la renuncia. En Holstein hubo agitación en favor suyo desde el principio, y esto se amplió a Schleswig cuando se conocieron los términos de la nueva constitución danesa. Su pretensión fue apoyada con entusiasmo por los príncipes y el pueblo de Alemania, y a pesar de la actitud negativa de Austria y Prusia la asamblea federal a iniciativa de Otto von Bismarck decidió ocupar Holstein mientras pendía la resolución del decreto de sucesión.

### Segunda guerra de Schleswig
El 24 de diciembre de 1863, tropas sajonas y hannoverianas entraron en el ducado de Holstein en nombre de la Confederación Germánica, y apoyado por su presencia y la lealtad del pueblo de Holstein, el duque de Augustemburgo asumió el gobierno bajo el título de duque Federico VIII.
A Bismarck le quedaba claro que Austria y Prusia, como partes del Protocolo de Londres de 1852, debían sostener la sucesión tal como estaba fijada en él, y que cualquier acción que tomaran como consecuencia de la violación de ese pacto por Dinamarca debía ser tan correcta que privase a Europa de toda excusa para interferir. La publicación de la nueva constitución por parte de Cristián IX bastó para justificarlos. En cuanto a lo que pretendían exactamente, eso ya se decidiría en el futuro. Austria no tenía las ideas claras. El rey Guillermo oscilaba entre su sentimiento prusiano y una simpatía sentimental por el duque de Augustemburgo. Solo Bismarck sabía exactamente lo que quería, y cómo lograrlo. "Desde el principio", dijo más tarde (Reflexiones, ii. 10), "Mantuve la anexión firmemente ante mis ojos."
Después de que Cristián IX de Dinamarca fusionara Schleswig (no Holstein) con Dinamarca en 1863 tras su ascenso al trono danés ese año, las habilidades diplomáticas de Bismarck finalmente convencieron a Austria de que participara en la guerra, con el asentimiento de las otras grandes potencias europeas y bajo los auspicios de la Confederación Germánica. Las protestas de Gran Bretaña y Rusia contra la acción de la Asamblea Federal alemana, junto con la propuesta del conde Beust, en nombre de Sajonia, de que Baviera debía proponer en esa asamblea una moción formal de reconocimiento de las pretensiones del duque Federico, ayudaron a Bismarck a convencer a Austria de que debía emprenderse la acción de forma inmediata.
El 28 de diciembre fue presentada una propuesta en la asamblea federal por Austria y Prusia, pidiendo a la Confederación que ocupara Schleswig como compromiso para que Dinamarca respetara lo acordado en 1852. Esto implicaba el reconocimiento de los derechos de Cristián IX, y fue rechazado; entonces se informó a la asamblea que los gobiernos austriaco y prusiano actuarían en el asunto como potencias europeas independientes.
El 16 de enero de 1864 se firmó un acuerdo entre ellas. Un artículo escrito por Austria, pretendía salvaguardar lo establecido en 1852, y fue reemplazado a instancias de Bismarck por otro que afirmaba que las dos potencias decidirían solo conjuntamente las relaciones de los ducados, y que en ningún caso determinarían la cuestión de la sucesión salvo de mutuo acuerdo; y Bismarck lanzó un ultimátum a Dinamarca exigiendo que la constitución de noviembre se aboliera en 48 horas. Esto fue rechazado por el gobierno danés.
Las fuerzas austriacas y prusianas cruzaron el Eider y entraron en Schleswig el 1 de febrero de 1864, con lo que la guerra se hizo inevitable.
Invadir la propia Dinamarca no era parte del programa original de los aliados; pero el 8 de febrero algunos húsares prusianos, en el calor de una escaramuza de caballería, cruzaron la frontera y ocuparon la localidad de Kolding. Bismarck decidió usar esta circunstancia para revisar toda la situación. Urgió a los austriacos la necesidad de adoptar una política fuerte, de manera que se resolviera de una vez para siempre no solo la cuestión de los ducados sino la más amplia de la Confederación Germánica; y Austria a regañadientes consintió en seguir con la guerra.
El 11 de marzo se firmó un nuevo acuerdo entre las potencias, bajo el cual lo acordado en 1852 ya no se consideró válido, y la posición de los ducados dentro de la monarquía danesa como un todo sería el tema de un entendimiento amistoso. Esta segunda guerra de Schleswig de 1864 fue presentada por los invasores como la ejecución de la ley de la Confederación Germánica (Bundesexekution). Después de la derrota en la batalla de Dybbøl (18 de abril de 1864), los daneses fueron incapaces de defender las fronteras de Schleswig, luego tuvieron que retirarse a Dinamarca propiamente dicha, y finalmente fueron expulsados de toda Jutlandia. 
Mientras tanto, Lord John Russell en nombre de Gran Bretaña, apoyado por Rusia, Francia y Suecia, había intervenido con una propuesta de que toda la cuestión fuera de nuevo sometida a una conferencia europea. Las potencias alemanas estuvieron de acuerdo, con la condición de que los acuerdos de 1852 (Protocolo de Londres) no debía ser considerado como una base, y que los ducados debían estar unidos a Dinamarca solo en unión personal. Pero la conferencia, inaugurada el 25 de abril en Londres, solo reveló el inextricable lío de las cuestiones implicadas.
La exasperación que se sentía sobre cómo encontrar una solución sobre el asunto de Schleswig-Holstein fue resumida por el Primer Ministro del Reino Unido, Lord Palmerston, en 1864, cuando dijo que: 

"El asunto de Schleswig-Holstein es tan complicado que sólo tres hombres en Europa lo han entendido nunca. Uno fue el príncipe Alberto, que está muerto. El segundo fue un profesor alemán que enloqueció. Yo soy el tercero y he olvidado todo sobre ello.”

Beust, en nombre de la Confederación, exigió el reconocimiento del pretendiente Augustemburgo.  Austria se inclinaba por un acuerdo en línea con lo de 1852, ya que no quería implicarse en una "guerra de liberación" teniendo como tenía sus propios problemas con varias nacionalidades. Prusia, estaba muy claro, pretendía adquirir los ducados. El primer paso hacia la realización de esta última ambición era asegurar el reconocimiento de la absoluta independencia de los ducados, y a esto Austria solo podía oponerse a riesgo de perder toda su influencia entre los estados alemanes. Las dos potencias, entonces, estuvieron conformes en exigir la completa independencia política de los ducados, unidos juntos por instituciones comunes. El siguiente paso era inseguro. En lo referente a la anexión, Prusia lo dejaría abierto, pero dejó claro que cualquier arreglo debía implicar la completa subordinación militar de Schleswig-Holstein a ella misma. Esto alarmó a Austria, que no tenía ningún deseo de ver una mayor extensión del ya crecido poder de Prusia, y empezó a defender las pretensiones del duque de Augustemburgo. Esta contingencia, sin embargo, ya la había previsto Bismarck y se ofreció él mismo a apoyar las pretensiones del duque en la conferencia si admitía subordinarse a Prusia en todos los asuntos navales y militares, entregar Kiel con el propósito de que se convirtiera una bahía militar de Prusia, entregar a éste el control del proyectado canal de Kiel, y entrar en la Unión Aduanera Prusiana. Sobre esta base, con el apoyo de Austria, todo el asunto podría arreglarse—como señaló Beust (Mem. 1. 272)
El 25 de junio la Conferencia de Londres se disolvió sin haber llegado a ninguna conclusión. El 24, en vista del final de la tregua, Austria y Prusia habían llegado a un nuevo acuerdo, el objeto de la guerra que ahora se declaraba sería la completa separación de los ducados de Dinamarca. 
Como resultado de la corta campaña que siguió, se firmaron los preliminares de un tratado de paz el 1 de agosto, con el rey de Dinamarca renunciando a todos sus derechos en los ducados en favor del emperador de Austria y el rey de Prusia. El tratado definitivo se firmó en Viena el 30 de octubre de 1864. Por el artículo XIX, se permitía un período de seis años durante el cual los habitantes de los ducados podían optar por la nacionalidad danesa y marcharse, ellos y sus bienes, a Dinamarca.
Prusia y Austria asumieron la administración de Schleswig y Holstein respectivamente bajo la Convención de Gastein de 14 de agosto de 1865. 
La frontera septentrional de Schleswig-Holstein desde 1864 a 1920 difiere un poco de la frontera norte del moderno condado danés de Sønderjylland: en el este Hejls y la colina Skamlingsbanke no estaban en Schleswig-Holstein pero están ahora en el condado de Sønderjylland; en el oeste Hviding y Rejsby estaban en Schleswig-Holstein. Solían estar en el distrito de Ribe antes de la reforma municipal danesa de 2007.

### Tras la segunda guerra de Schleswig
Lord Palmerston, primer ministro británico entre 1859 y 1865, sabía que no podía intervenir militarmente en la cuestión, ya que el Reino Unido era prácticamente impotente en el continente y que no tenía la menor posibilidad de contrarrestar el poder industrial o militar de Prusia. Niall Ferguson en Empire cita a Kitchener en 1914: "No tenemos un ejército, y nos hemos enfrentado al poder militar más importante de Europa". Por ello nada pudo hacer, a pesar de que la alianza anglo-alemana se había debilitado cuando a principios de la década de los sesenta se había organizado el matrimonio de la princesa danesa Alejandra con el futuro Eduardo VII del Reino Unido, entonces Príncipe de Gales. 
El asunto de Schleswig-Holstein, de entonces en adelante se incluyó dentro de la cuestión más amplia de las relaciones generales de Austria y Prusia. No tardó en haber desacuerdos entre ambas potencias sobre la administración y el futuro de los ducados. Bismarck los usó como pretexto para organizar la que sería guerra austro-prusiana de 1866. La derrota de Austria en la batalla de Sadowa (3 de julio de 1866) fue seguida por la disolución de la Confederación Germánica y la retirada de Austria de Holstein. Prusia se apoderó de los territorios alemanes aliados con Austria, el derrotado reino de Hannover, el Electorado de Hesse, el Ducado de Nassau y la república de la ciudad-estado de Fráncfort. Los estados anexionados se convirtieron en provincias de Prusia, Holstein y Schleswig se fusionaron en la Provincia de Schleswig-Holstein. Los luteranos Stifter Schleswig y Holstein se fusionaron en el nuevo estado eclesiástico luterano evangélico de Schleswig-Holstein en 1867. En 1868 la Santa Sede estableció la Prefectura apostólica de Schleswig-Holstein para los católicos.

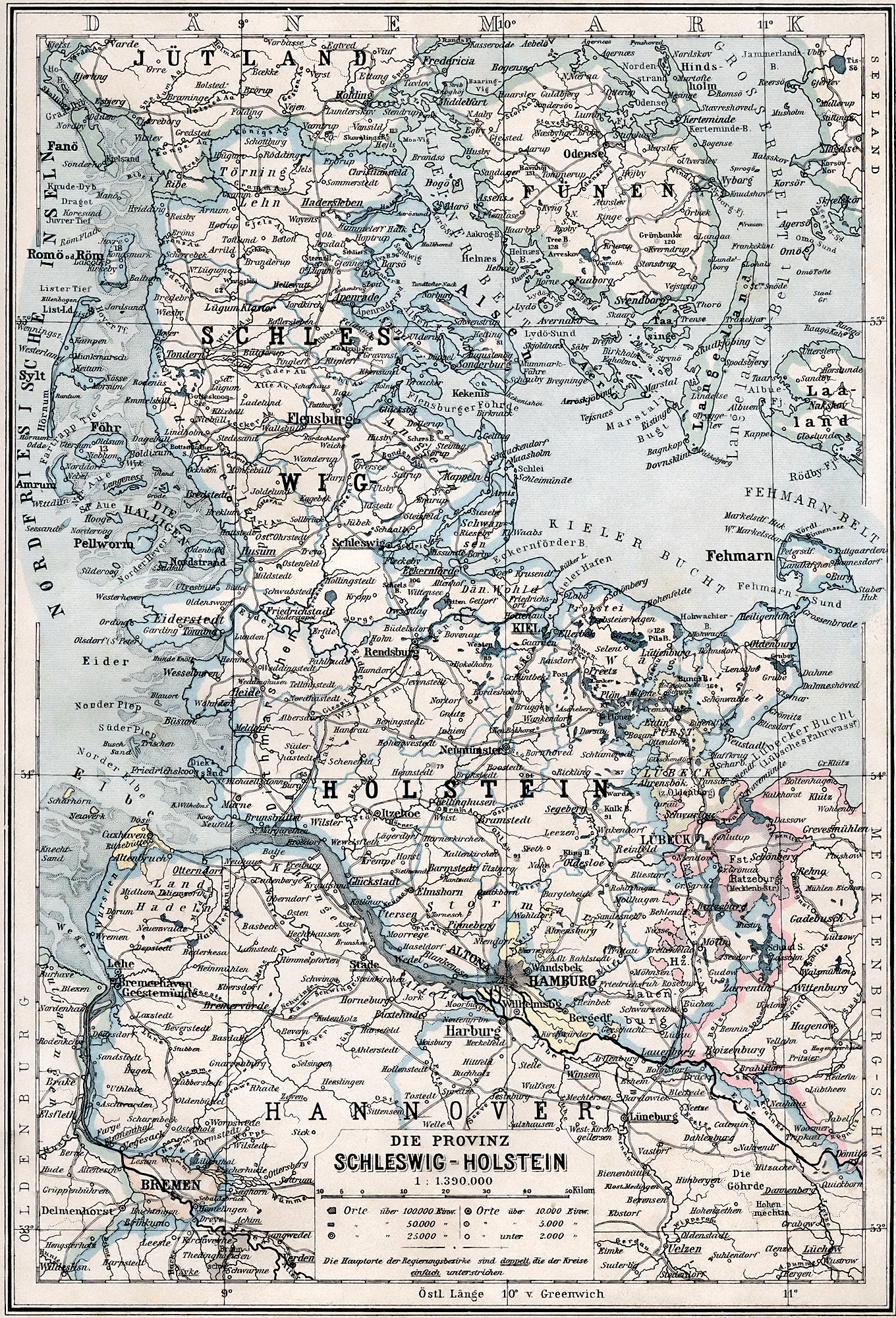
Mapa de la provincia prusiana de Schleswig-Holstein en 1905.

Mientras tanto, los optantes daneses, decepcionados en sus esperanzas, habían regresado al otro lado de la frontera, a Schleswig. Al hacer esto perdieron, bajo la ley danesa, sus derechos como ciudadanos daneses, sin adquirir los de súbditos prusianos; y esta incapacidad fue transmitida a sus hijos. Por el artículo XIX del tratado de 1864, de hecho, debía asegurárseles los derechos como "indígenas", que, aunque no eran plena ciudadanía, implicaban, según la ley danesa, todas las garantías esenciales de libertades civiles. Pero en la ley prusiana de entonces el derecho como "indígena" no se diferenciaba clarament del estatus de súbdito; y la corte suprema de Kiel decidió en varios casos que aquellos que habían optado por la ciudadanía danesa habían perdido sus derechos bajo el parágrafo "Indigenado" del Tratado de Viena.
Durante las décadas de gobierno prusiano dentro del Imperio alemán, las autoridades intentaron la política de germanización en la parte septentrional de Schleswig, que siguió siendo predominantemente danés. El período también significó un incremento de industrialización de Schleswig-Holstein y el uso de Kiel y Flensburg como importantes ubicaciones de Marina Imperial alemana. La parte más al norte y la costa oeste de la provincia vio una ola de emigración a América, mientras que algunos daneses del Norte de Schleswig emigraron a Dinamarca.
La cuestión de Schleswig-Holstein quedó entonces reducida al estatus de daneses y alemanes, en particular, el futuro de la población danesa del norte del ducado de Schleswig. Esta cuestión de gran interés para los estudiantes de Derecho internacional y como ilustración de los problemas prácticos que implicaban la afirmación del principio moderno de la nacionalidad. La posición de los daneses en Schleswig después de la cesión fue decidida, en lo que al derecho de tratados se refiere, por dos instrumentos: la paz de Viena (30 de octubre de 1864) y la Paz de Praga (23 de agosto de 1866). Bajo el artículo XIX del primer tratado los súbditos daneses residentes en los territorios cedidos tenían el derecho, en los seis años del intercambio de las ratificaciones, de optar por la nacionalidad danesa y marcharse, ellos, con sus familias, y su propiedad personal, a Dinamarca, mientras mantenían su propiedad inmobiliaria en los ducados. El último párrafo del artículo decía:
"Le droit d'indigénat, tant dans le royaume de Danemark que dans les Duchés, est conservé à tous les individus qui le possèdent a l'époque de l'échange des ratifications du présent Traité".
("El derecho de una persona indígena, así en el reino de Dinamarca como en los ducados, está conservado para todos los individuos que lo tienen en la época del intercambio de las ratificaciones de este tratado.")
Por el artículo V de la Paz de Praga, Schleswig era cedido por Austria a Prusia con la condición de que las poblaciones del norte de Schleswig volverían a unirse a Dinamarca en caso de que expresaran un deseo de votar libremente ejercitado. Aprovechando los términos de estos tratados, alrededor de 50.000 daneses del norte de Schleswig (de una población total de 150.000) optaron por Dinamarca y fueron expulsados más allá de la frontera, mientras el plebiscito que les restauraría a su país aún estaba pendiente. El plebiscito nunca se celebró. Su inclusión en el tratado no había sido más que un recurso diplomático para salvar la cara al emperador Napoleón III: Prusia desde el principio no tuvo la menor intención de entregar nada del territorio que había conquistado; el resultado de la guerra franco-prusiana hizo innecesario pretender que el plebiscito se celebraría alguna vez; y por el tratado de Viena del 11 de octubre de 1878, la cláusula relativa al plebiscito fue formalmente eliminada con el consentimiento de Austria.
Así, en los distritos fronterizos, surgió un grupo de población que vivía en una especie de limbo político. Habían perdido su ciudadanía danesa al domiciliarse en Dinamarca, pero no pudieron adquirir la prusiana porque no la habían pedido en los seis años estipulados en el Tratado de 1864. Ello les hacía susceptibles de visitas domiciliarias, arbitrarias investigaciones, arresto y expulsión. Su exclusión de los derechos como súbditos prusianos se debían, además a otras causas, como el conservar sus idioma y costumbres. 
El gobierno danés rechazó permitir a los optantes daneses expulsados de Prusia asentarse en Dinamarca, hasta la Ley de Nacionalidad Danesa de 1898 en favor de los hijos de los optantes nacidos después de la aprobación de la ley. Las condiciones del tratado de paz no terminaron hasta la firma de un nuevo tratado, entre Prusia y Dinamarca, el 11 de enero de 1907. Por este tratado, el gobierno de enero alemán asumió permitir que todos los niños nacidos de optantes daneses antes de la nueva ley danesa de nacionalidad de 1898, pudieran adquirir la nacionalidad prusiana con las condiciones usuales y a petición propia. Estas disposiciones del tratado se aplicarían no solo a los hijos de optantes de Schleswig, sino también a sus descendientes directos, en todos los grados.

## SigloXX

### Después de la Primera Guerra Mundial
Después de la derrota de Alemania en la Primera Guerra Mundial, en la que Dinamarca había permanecido neutral, las potencias vencedoras ofrecieron a Dinamarca volver a dibujar la frontera entre Dinamarca y Alemania. El gobierno de Carl Theodor Zahle prefirió que se celebrara un plebiscito en Schleswig para permitir a los habitantes de Schleswig decidir a qué nación ellos, y la tierra en la que vivían, debía pertenecer. El rey Cristián X de Dinamarca, apoyado por varios grupos, se opuso a la división. Usando una cláusula en la constitución danesa que el rey nombraba y cesaba al gabinete danés, y usando la justificación de que él creía que la población danesa estaba en contra de la política de Zahle, el rey cesó a Zahle, dando pie a lo que se llamó la Crisis de Semana Santa.
Las potencias aliadas organizaron un referéndum en Schleswig central y septentrional. El plebiscito se desarrolló bajo los auspicios de una comisión internacional que designó dos zonas de votos para abarcar las partes norte y sur-centro de Schleswig. Se dieron pasos también para crear una tercera zona en el sur, pero esta zona III fue cancelada y nunca votó, pues el gobierno danés pidió a la comisión que no expandiera el plebiscito a esta zona, porque el resultado en favor de Alemania era predecible.
En la zona I, que abarcaba el norte de Schleswig, (10 de febrero de 1920), el 75% votó por la reunificación con Dinamarca y el 25% votó por Alemania. En la zona II extendida por el centro de Schleswig (14 de marzo de 1920), los resultados eran a la inversa; 80% votó por Alemania y solo el 20% por Dinamarca, principalmente en Flensburg. Solo áreas menores en la isla de Föhr mostraron una mayoría danesa, y el resto del voto danés fue principalmente en la ciudad de Flensburg. En el norte de Schleswig solo algunas pequeñas regiones (por ejemplo Tønder) tuvieron una clara mayoría de votantes a favor de Alemania, mientras que en el centro de Schleswig todas las regiones votaron por Alemania.
| Electorado                                              | Nombre alemán                                           | Nombre danés                                            | Por Alemania | Por Alemania | Por Dinamarca | Por Dinamarca |
| Electorado                                              | Nombre alemán                                           | Nombre danés                                            | porcentaje   | votos        | porcentaje    | votos         |
|                                                         |                                                         |                                                         |              |              |               |               |
| Zona I (Schleswig septentrional), 10 de febrero de 1920 | Zona I (Schleswig septentrional), 10 de febrero de 1920 | Zona I (Schleswig septentrional), 10 de febrero de 1920 | 25,1 %       | 25.329       | 74,9 %        | 75.431        |
|                                                         |                                                         |                                                         |              |              |               |               |
| Distrito de                                             | Hadersleben                                             | Haderslev                                               | 16,0%        | 6.585        | 84,0%         | 34.653        |
| Ciudad de                                               | Hadersleben                                             | Haderslev                                               | 38,6%        | 3.275        | 61,4%         | 5.209         |
|                                                         |                                                         |                                                         |              |              |               |               |
| Distrito de                                             | Apenrade                                                | Aabenraa                                                | 32,3%        | 6.030        | 67,7%         | 12.653        |
| Ciudad de                                               | Apenrade                                                | Aabenraa                                                | 55,1%        | 2.725        | 44,9%         | 2.224         |
|                                                         |                                                         |                                                         |              |              |               |               |
| Distrito de                                             | Sonderburg                                              | Sønderborg                                              | 22,9%        | 5.083        | 77,1%         | 17.100        |
| Ciudad de                                               | Sonderburg                                              | Sønderborg                                              | 56,2%        | 2.601        | 43,8%         | 2.029         |
| Ciudad de                                               | Augustenburg                                            | Augustenborg                                            | 48,0%        | 236          | 52,0%         | 256           |
|                                                         |                                                         |                                                         |              |              |               |               |
| Parte norte del distrito de                             | Tondern                                                 | Tønder                                                  | 40,9%        | 7.083        | 59,1%         | 10.223        |
| Ciudad de                                               | Tondern                                                 | Tønder                                                  | 76,5%        | 2.448        | 23,5%         | 750           |
| Ciudad de                                               | Hoyer                                                   | Højer                                                   | 72,6%        | 581          | 27,4%         | 219           |
| Ciudad de                                               | Lügumkloster                                            | Løgumkloster                                            | 48,8%        | 516          | 51,2%         | 542           |
|                                                         |                                                         |                                                         |              |              |               |               |
| Parte septentrional del distrito de                     | Flensburg                                               | Flensborg                                               | 40,6%        | 548          | 59,4%         | 802           |
|                                                         |                                                         |                                                         |              |              |               |               |
| Zona II (Schleswig central), 14 de marzo de 1920        | Zona II (Schleswig central), 14 de marzo de 1920        | Zona II (Schleswig central), 14 de marzo de 1920        | 80,2 %       | 51.742       | 19,8 %        | 12.800        |
|                                                         |                                                         |                                                         |              |              |               |               |
| Parte meridional del distrito de                        | Tondern                                                 | Tønder                                                  | 87,9%        | 17.283       | 12,1%         | 2.376         |
| Parte meridional del distrito de                        | Flensburg                                               | Flensborg                                               | 82,6%        | 6.688        | 17,4%         | 1.405         |
| Ciudad de                                               | Flensburg                                               | Flensborg                                               | 75,2%        | 27.081       | 24,8%         | 8.944         |
| Parte septentrional del distrito de                     | Husum                                                   | Husum                                                   | 90,0%        | 672          | 10,0%         | 75            |

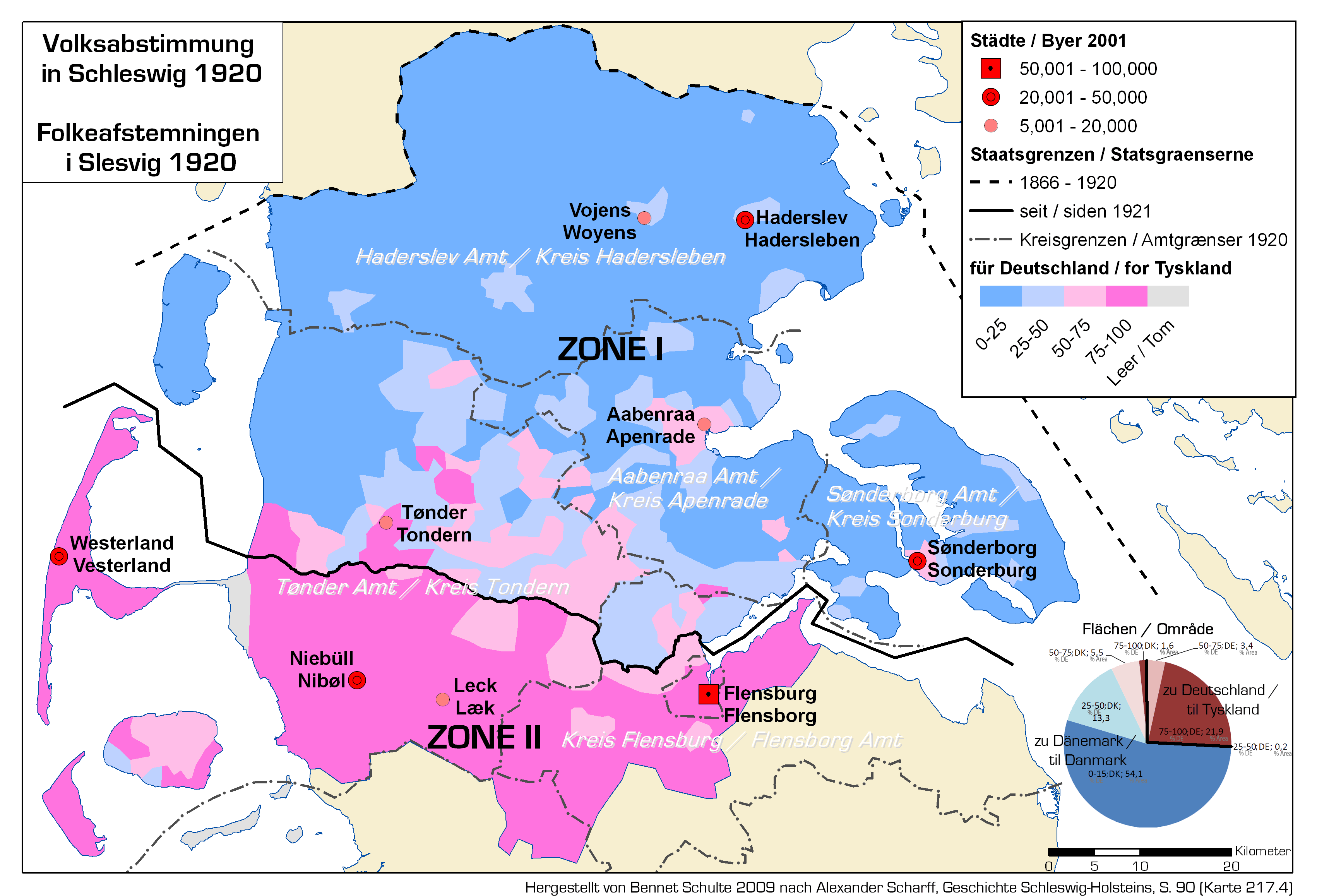
Resultados de los plebiscitos de 1920 en el Norte y en el Centro de Schleswig (Slesvig)

El 15 de junio de 1920, Schleswig Septentrional oficialmente regresó a gobierno danés. Alemania siguió incluyendo todo Holstein y Schleswig Meridional, que permanecieron dentro de la provincia prusiana de Schleswig-Holstein. La frontera danesa/alemana fue la única de las impuestas a Alemania por el tratado de Versalles después de la Primera Guerra Mundial que Hitler nunca discutió.
En 1937, los nazis aprobaron la llamada Ley del Gran Hamburgo (Groß-Hamburg-Gesetz), en virtud de la cual, la Ciudad Libre y Hanseática de Hamburgo se extendió para incluir ciudades que formalmente habían pertenecido a la Provincia de Schleswig-Holstein prusiana. Para compensar Prusia por estas pérdidas (y parcialmente porque Hitler tenía una antipatía personal por Lübeck), llegó a su final la independencia de la hanseática Lübeck, que había durado 711 años, y la mayor parte de todo su territorio fue incorporado a Schleswig-Holstein.

### Segunda Guerra Mundial
En la Segunda Guerra Mundial, después de que la Alemania nazi ocupara toda Dinamarca, hubo agitación por los líderes nazis locales en Schleswig-Holstein que pretendían restaurar la frontera anterior a la Primera Guerra Mundial y volver a anexionar a Alemania las zonas entregadas a Dinamarca después del plebiscito — como hicieron los nazis en Alsacia-Lorena en la misma época. Sin embargo, Hitler vetó cualquier paso en este sentido, dentro de la política nazi general de la época de basar la ocupación de Dinamarca en una especie de arreglo con el gobierno danés, y evitar confrontaciones abiertas con los daneses.

## Estado de Alemania Federal
En 1945, al final de la Segunda Guerra Mundial la región se encontró devastada por los bombardeos aliados. Después de la guerra, la provincia prusiana de Schleswig-Holstein pasó a ocupación británica. El 23 de agosto de 1946, el gobierno militar abolió la provincia y la reconstruyó como un Land separado.
En las décadas posteriores, el Estado recibe masivamente a poblaciones provenientes del este de Alemania. Debido a la migraciones obligadas de alemanes en 1944 a 1950, la población de Schleswig-Holstein se incrementó en un 33% (860.000 personas). Un movimiento político pro-danés creció en Schleswig, con la transferencia de la zona a Dinamarca como pretensión última. Esto no estaba apoyado por la administración británica ni por el gobierno danés. No hubo cambios territoriales, y el efecto que tuvo es que el primer ministro Knud Kristensen se vio obligado a dimitir después de una moción de censura porque el Folketing no apoyó su entusiasmo por la incorporación del sur de Schleswig a Dinamarca. En 1955, los gobiernos alemán y danés emitieron las declaraciones Bonn-Copenhague confirmando los derechos de las minorías étnicas a ambos lados de la frontera. Hay una minoría danesa en Schleswig meridional y una minoría alemana en el norte de Schleswig, las minorías recibieron derecho a practicar su idioma y cultura. Las condiciones entre las nacionalidades han sido desde entonces estables y en general respetuosas. La división y las minorías, en este momento (2009), no son un tema político entre Dinamarca y Alemania.

## Para saber más
- Carr, Carr. Schleswig-Holstein, 1815–1848: A Study in National Conflict (Manchester University Press, 1963).
- Price, Arnold. "Schleswig-Holstein" in Encyclopedia of 1848 Revolutions (2005) en Internet
- Steefel, Lawrence D. The Schleswig-Holstein Question. 1863-1864 (Harvard U.P. 1923).